# Samjuk-myeon
Samjuk-myeon (koreanska: 삼죽면) är en socken i stadskommunen Anseong i provinsen Gyeonggi i den centrala delen av Sydkorea, 65 km söder om huvudstaden Seoul.